# Curt Stage

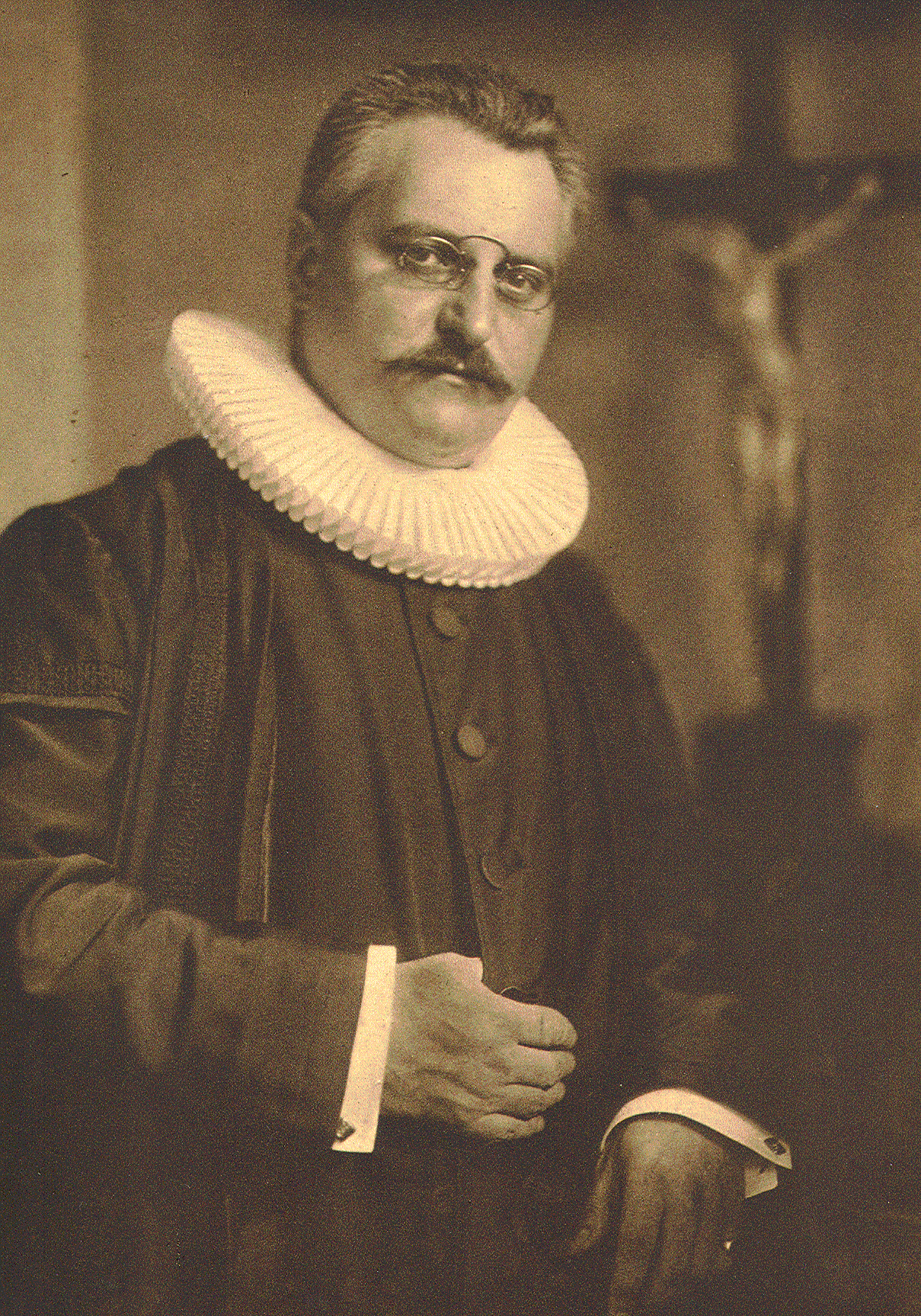
Curt Stage 1905

Carl Gustav Curt Stage (* 31. Mai 1866 in Waldenburg (Niederschlesien); † 21. Februar 1931 in Wernigerode) war ein deutscher evangelischer Theologe.

## Leben und Wirken
Curt Stage war der Sohn eines Pastors. Nach dem Abitur 1884 studierte er Evangelische Theologie. Das Studium absolvierte er an den Universitäten in Straßburg, Jena und Berlin. Die beiden Theologischen Examina bestand er 1888/89 in Berlin. 1890 erhielt er dort eine Stelle als Archidiaconus. 1895 ging er nach Hamburg. Hier wurde er Pastor an der Hauptkirche Sankt Petri. 1896 wurde er Mitglied der Synode und 1920 Mitglied des dortigen Kirchenrats.
1903 erhielt Curt Stage einen Ruf als Hauptpastor der Hauptkirche Sankt Katharinen. Von 1919 bis 1923 hatte er den Posten als Präsident der Synode inne, der erstmals selbst gewählt wurde und gehörte auch dem Verfassungsausschuss an. Stage arbeitete an einer 1919 vorläufig und 1923 endgültigen Verfassung mit und war wesentlich an der Agende von 1919 und dem Gesangbuch von 1923 beteiligt. 1920 feierte Stage sein 25-jähriges Dienstjubiläum. Zu diesem Anlass wurde die Hauptpastor D. Curt-Stage-Stiftung gegründet, deren Zweck die Förderung der Gemeindearbeit war. Von 1923 bis zur Emeritierung 1929 war Stage amtsältester Pastor der Evangelisch-Lutherischen Kirche Hamburgs und deren gewählter Senior. Stage engagierte sich für den Kirchbau und unterteilte große Gemeinden in Bezirke. Er verfügte über sehr gute organisatorische Fähigkeiten.
1921 vertrat Stage Hamburg beim Deutschen Evangelischen Kirchentag. Von 1924 bis 1927 war er Mitglied des Rats des Deutschen Evangelischen Kirchenbundes sowie 1926/27 des Zweiten Deutschen Evangelischen Kirchenausschusses. Stage galt als liberal und demokratisch und war Mitglied im Deutschen Protestantenverein. In der Schulpolitik versuchte er, ein gutes Verhältnis zwischen Kirche und Staat herzustellen.
1896 übersetzte Stage das Neue Testament. Sein Werk galt als erste neuere freie Übersetzung und machte ihn überregional bekannt. Die Universität Straßburg verlieh ihm für die Übersetzung 1909 die theologische Ehrendoktorwürde. Ab 1903 unterrichtete Stage Theologie im Fach Neues Testament im Rahmen des Allgemeinen Vorlesungswesens und nahm dort Prüfungen ab. Er legte dabei Wert auf zeitgeschichtliche Besonderheiten, die mit den neutestamentlichen Texten verbunden waren. Er verfolgte eine historisch-kritische Forschung. Das Evangelium mit der jeweiligen zeitlichen Kultur zu verbinden sah er als sehr wichtig an.

## Schriften
- Senior D. Curt Stage: Rede zur Einsegung der ersten Pfarramtshelferin der Hamburgischen Kirche, in: Die Frau. Monatsschrift für das gesamte Frauenleben unserer Zeit 35 (1927/28), S. 331–332.